# Abd al-Razzak Beg
Abd-al-Razzak Beg ibn Najaf Kuli Khan Dunbuli (1762/1763 - 1827/1828) fou un literat, poeta i historiador persa del període qajar, de la regió de Khoy i Salmas. El seu pare Najaf Kuli fou nomenat governador de Tabriz per Nadir Xah (1742) i fou confirmat per Karim Khan Zand el 1763.
Li agradaven el vi, les dones i la poesia. Fou uns anys ostatge i va poder retornar a Tabriz el 1785 i va entrar al servei d'Abbas Mirza, hereu del tron i governador de l'Azerbaidjan. Va restar tota la seva vida a Tabriz excepte per peregrinar a la Meca (el 1826).
Va escriure unes 16 obres, entre les quals un diwan de versos en àrab i persa. Va escriure també sobre la primera part del regnat de Fath Ali (Maater-e solatniya), i biografies de poetes i ulemes.